# أندرو برومبيرغ
أندرو برومبيرغ (بالإنجليزية: Andrew Bromberg)‏ هو مهندس معماري أمريكي، ولد في 26 يناير 1968 في دنفر في الولايات المتحدة.